# Chlorogalum pomeridianum
Chlorogalum pomeridianum är en sparrisväxtart som först beskrevs av Dc., och fick sitt nu gällande namn av Carl Sigismund Kunth. Chlorogalum pomeridianum ingår i släktet Chlorogalum och familjen sparrisväxter.

## Underarter
Arten delas in i följande underarter:
- C. p. divaricatum
- C. p. minus
- C. p. pomeridianum

## Bildgalleri

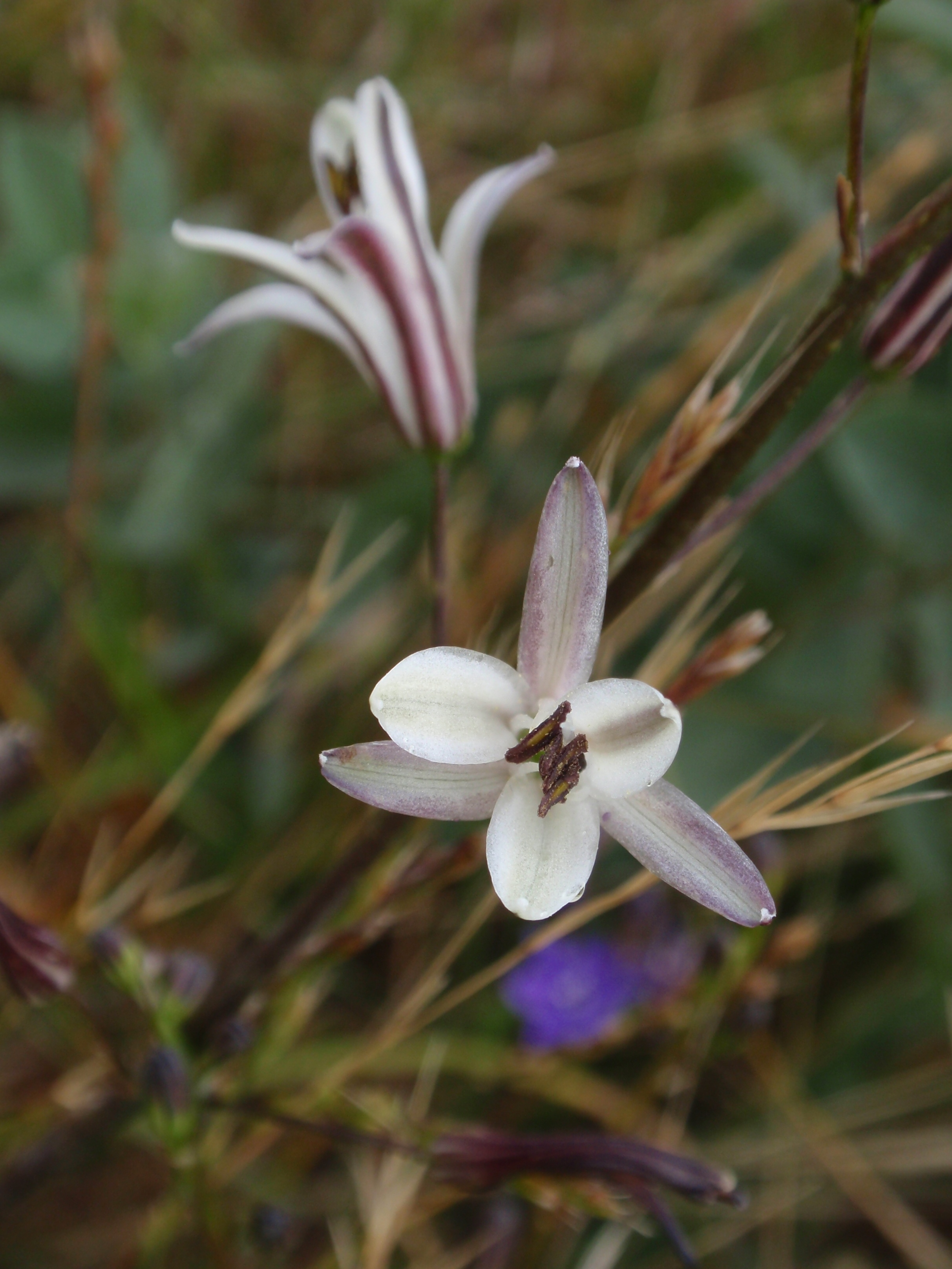
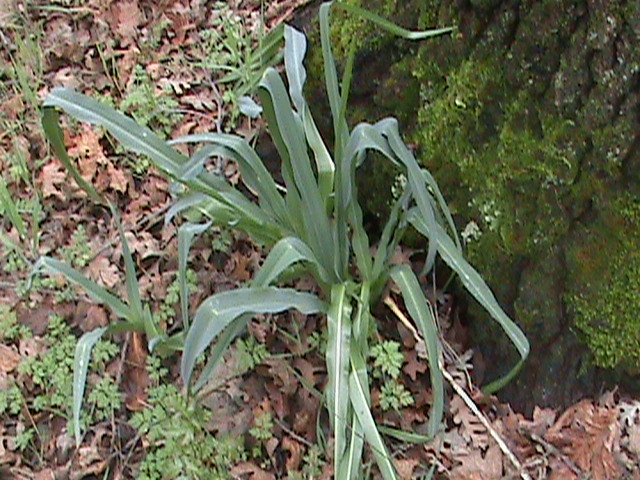